# ヴィンセンシオの宣教会
ヴィンセンシオの宣教会（ヴィンセンシオのせんきょうかい、ラテン語: Congregatio Missionis、C.M.）とは、ヴァンサン・ド・ポール（聖ヴィンセンシオ・ア・パウロ）によって1625年に創立されたカトリックの宣教会。ヴィンセンシオ会またはラザリスト会の通称でも知られる。総本部はローマにある。
ラテン語の名称は「布教修道会」を意味する。
修道誓願のもとに共同生活を営む教区司祭によって構成され、信徒の信仰生活の向上、信徒の黙想会の指導、神学校の運営による聖職者の養成、海外宣教を目的とする。

## 歴史
ヴァンサン・ド・ポールはド・ゴンディ家の家付司祭だったが、1617年に同家領地のフォルヴィルの礼拝堂で説教を開始した。このときに農民が聖職者に接触する機会がほとんどないことを知ったのが、宣教会発足の発端とされる。ド・ゴンディ家およびパリ大司教の出資により、貧しい村人を教え導くための宣教会を1625年4月17日に創立した。会は1632年1月12日に教皇ウルバヌス8世の勅書によって正式に認められた。同年、ヴァンサン・ド・ポールはパリ郊外にあったサン・ラザール修道院（サン・ラザールとは聖ラザロを意味し、本来はハンセン病療養所だった）を譲渡され、そこを宣教会の本部とした。「ラザリスト会」の名はこの修道院に由来する。
フランス革命では多数の殉教者と国外逃亡者を出した。宣教会は議会によって解散させられ、その財産は接収された。サン・ラザールの本部は監獄(Prison Saint-Lazare)として使われた。

## 海外宣教
ヴァンサン・ド・ポールはイスラム世界での宣教も志し、1645年から1646年にかけてチュニジアとアルジェリアへ宣教師を派遣した。その後、1782年にイスタンブール、1784年にシリア、1840年にペルシア、1841年にアレクサンドリアへ宣教師を送っている。
清ではイエズス会が宣教師を送っていたが、17世紀末にルイジ・アントニオ・アッピアーニがヴィンセンシオ会士として初めて中国宣教を行った。1773年にイエズス会が禁止された後は教皇の勅令によってヴィンセンシオ会がその後をついだ。はじめは多くの殉教者を出したが、後には多大な成果をおさめた。しかし共産党によって宣教師は国外に追放され、その一部は台湾で宣教活動を続けた。

## ファミリー
ヴィンセンシオの宣教会は以下の会とファミリーの関係をなす。
- ヴィンセンシオ・ア・パウロの愛徳姉妹会 - ヴァンサン・ド・ポールがルイーズ・ド・マリヤックとともに1633年に創立した、貧しい人々への奉仕を目的とし、在俗の女性を会員とする共同体。
- ヴィンセンシオ・ア・パウロ会（英語版） - 1833年にフレデリック・オザナム（英語版）によって創立された、貧者への奉仕を目的とする信徒の団体。ヴァンサン・ド・ポールを守護聖人とし、その著書にもとづいて会則を定めている。

## 著名な人物
- テオドリコ・ペドリーニ - 清の宮廷で音楽家として働いた。
- アルマン・ダヴィド - ジャイアントパンダの存在を西洋に知らせた。
- ステファノス・ガッタス2世 - アレクサンドリア総大司教。
- フランク・ローデ（英語版） - スロベニア出身の枢機卿。

## 日本での活動
日本では姉妹団体である愛徳姉妹会が1933年に大阪と福岡で活動を開始し、1949年10月には神戸市垂水区に本部を設立した。ヴィンセンシオの宣教会は愛徳姉妹会の司祭として1949年3月に日本に渡来、主に愛徳姉妹会の指導、在日外国人の司牧、若者への福音宣教を行っている。